# Масяня
«Мася́ня» — российская комедийно-сатирическая серия флеш-мультфильмов, созданная художником Олегом Куваевым о забавных персонажах изначально студенческого возраста, более известных под своими прозвищами — Масяня, Хрю́ндель и Лохма́тый. Позже персонажи повзрослели. Всех основных персонажей озвучил Олег Куваев.
Почти все действия мультсериала происходят в Санкт-Петербурге (в нескольких эпизодах — в Москве, также в отдельных эпизодах — за рубежом).

## История создания
В 2001 году петербургский художник Олег Куваев начал рисовать при помощи Macromedia Flash короткие мультфильмы, одним из героев которого был большеголовый персонаж с несколькими волосинками на голове по имени Масяня. Сначала они распространяются по электронной почте, а затем выкладываются автором на его личной страничке в интернете. Как пишет сам Куваев:

Осенью 2001 года, я выложил на своём хомяке (homepage), ныне давно усопшем, 3-4 совершенно идиотских мульта для своих друзей. Мульты были сделаны в этой, совсем новой тогда технологии «Flash». Самым первым мультом был мульт «Песня» <…>. Это вернее был даже не мульт, а просто тест. На тот момент, чтобы смотреть «флешки» требовался плагин. В мультах участвовал некий корявый персонаж по имени «Масяня», который обзывал всех подряд «хрюнделями», и даже не было понятно какого пола это крикливое существо. Новшество состояло в том, что тогда интернет был практически нем и состоял в основном из текстов. Мульты же «во флеше» неожиданно оживляли сеть. А уж тем более было прикольно то, что персонаж говорил на русском, притом на самом его уличном варианте, хотя и не скатывался в мат.

22 октября 2001 года — эту дату до сих пор отмечают как День рождения Масяни — Олег Куваев регистрирует домен www.mult.ru, где располагает целиком посвящённый Масяне сайт. Мультфильмы, отличающиеся немного хулиганским стилем самовыражения и в то же время нескончаемым жизненным оптимизмом, лёгкой философичностью и юмором, быстро набирают популярность. Уже в январе 2002 года Олег Куваев открывает собственную студию «Мульт.ру», а спустя два месяца становится лауреатом третьей ежегодной «Национальной Интернет Премии», где собирает большую часть наград в пяти самых престижных номинациях: Гран-при, «Открытие года», приз прессы, приз зрительских симпатий и премия в категории «Сетевое искусство». Постепенно любительский мультсериал перерастает в масштабный проект профессиональной студии «Мульт.ру».
Выпуск сериала многократно прекращался и столь же многократно возобновлялся. Какое-то время сайт проекта даже располагался на другом домене, а позже и вовсе был закрыт на несколько месяцев. После долгих судебных разбирательств автор всё же вернул себе права на персонаж, торговую марку «Масяня» и домен mult.ru, однако проблемы для «Масяни» на этом не закончились. В 2006 году у Олега Куваева возникли разногласия с творческой группой студии «Мульт.ру», в результате которых он принял решение покинуть студию, оставив за ней права на первые выпуски сериала, и ушёл во фриланс. Так, с июля 2007 года началась новая, четвёртая жизнь «Масяни», которая благополучно продолжается и сейчас.
В настоящее время всеми делами касательно мультсериала (графика, сценарии, озвучка) автор занимается лично и производит сериал совершенно в одиночку.
Вне интернета проект приобрёл популярность благодаря передаче «Намедни» с Леонидом Парфёновым. Впервые в эфире мультфильм появился 8 сентября 2002 года. В дальнейшем еженедельно транслировались новые серии «Масяни». Всего на ТВ было показано около двадцати серий, но из-за прекращения финансирования со стороны ООО «Масяня», обладавшего на тот момент всеми правами на проект, выпуск новых серий пришлось прекратить.
В мае 2013 года официальный сайт проекта впервые за долгое время полностью поменял свой облик. Изменения коснулись как дизайна сайта, так и формата выкладываемых на нём мультфильмов. Начиная с серии «Зелёная кикимора», опубликованной 20 июня 2013 года, все мультфильмы на сайте публикуются в видеоформате, а не устаревшем Flash, как раньше.
В июле 2013 года запустился краудфандинг в поддержку проекта. Новые серии, начиная со 115-й, теперь снимаются за счёт пожертвований поклонников мультсериала.

## Сюжет

Слева направо: Хрюндель, Лохматый, Масяня (серия «Пуговица Пушкина»)

Место действия мультсериала чаще всего — Санкт-Петербург, в нескольких сериях — Москва. Главные персонажи в начале мультсериала — молодые люди студенческого возраста. Позднее Олег Куваев решил, что герои сериала не останутся «вечно молодыми», как принято в мировой практике мультсериалов, а будут взрослеть вместе со своими зрителями. Нарисованы они весьма своеобразно: овальная голова с шестью волосинками, большими хитрыми глазами, ртом до ушей и бровями в воздухе; тело-огуречик, тонкие ручки и ножки. Стиль графики местами нарочито примитивистский. В более поздних сериях образы некоторых персонажей были немного изменены, а качество графики стало заметно более аккуратным. К политике главные герои изначально были равнодушны.

### Основные персонажи
- Масяня (настоящее имя Мария) — главная героиня всего мультсериала. Разбитная альтернативная девица со слегка анархистскими наклонностями, носящая красный топик и синюю мини-юбку. По признанию создателя, Олега Куваева, «Масяня никогда большой политикой не занималась, она чистый персонаж и даже не подозревает о существовании каких-либо политических партий и движений»[9]. По характеру большая оптимистка и любительница ядовитого сарказма. В начале своей истории любила выпить и покурить, позже стала более разумной. Часто не стесняется в выражениях и резких суждениях, однако мало к чему относится серьёзно. Подшучивает над своими друзьями, но в то же время всегда приходит к ним на помощь. В созданной ими панк-группе поёт и играет на клавишных. Вместе с этим также способна играть на гитаре, чем раньше зарабатывала деньги[10]. Появляется почти во всех сериях. В эпизоде 135 «Высокие отношения» показана профессия Масяни — 3D-дизайнер[11]. В эпизоде 145 «Шницель» выясняется, что полное имя Масяни при рождении — Мария Витальевна Нико́гда. Мама Масяни изменила фамилию себе и дочери, когда самой Масяне было 2 года[12].
- Хрюндель (настоящее имя Александр[13][14]) — бойфренд Масяни. Почти всегда носит синий комбинезон. Впервые появляется в эпизоде «Обломчики» (как голос по телефону появился в эпизоде «Модем»). В группе играет на электрогитаре, также умеет играть на фортепиано[15][16]. Где-то полгода состоял с Масяней в официальном браке, но позже они «развелись»[17], хотя фактически продолжили жить вместе. Впоследствии у них родился сын Дядя Бадя[18] и дочь Чучуня[19].
- Лохматый (настоящее имя Антон Лохматенко[20]) — лучший друг Масяни и Хрюнделя. Ниже их ростом, носит синюю спортивную куртку и коричневые шорты. Впервые появляется в эпизоде «Амстердам». После эпизода «Колёса» не расстаётся с синим рюкзаком. Среди друзей лучше всех разбирается в компьютерах. Персонаж — воплощённая наивность. Имеет характерную привычку подёргивать ухом. В отличие от Масяни и Хрюнделя, живёт один и держит кота по кличке Семёныч. В группе играет на ударных. По национальности Лохматый украинец.

### Второстепенные персонажи
- Дя́дя Ба́дя — сын Масяни и Хрюнделя. Родился в эпизоде 108 «Ядрёный взрыв», а впервые появился в эпизоде 109 «Нехилый супец». Далее появлялся во многих эпизодах. Персонажа озвучивает сын Олега Куваева — Юваль Фарбер-Куваев.
- Чучу́ня — дочь Масяни и Хрюнделя. Родилась в эпизоде 122 «Сублимация». Часто появляется вместе с Дядей Бадей. Персонажа озвучивает дочь Олега Куваева — Тали Фарбер-Куваев.
- Ля́ська (настоящее имя Ольга) — московская подруга Масяни, познакомилась с ней по Интернету в эпизоде 15 «Москва». Волосы ярко-зелёного цвета. В эпизоде 113 «Человечики» предстаёт уже блондинкой, а не зеленоволосой. Появляется также в эпизодах «Валентинки», «На измене», «Интро» и других.
- Санёк — беспризорник в зелёном свитере, укравший у Масяни сумочку в эпизоде 49 «Сказка 2003». Живёт в подвале Масяниного дома. Позже появлялся в эпизодах «Посленовогодний бред», «Искушение Лохматого» и «ОК».
- Ма́рта Горлопа́н — рыжая девушка, снимающая вместе с Лохматым и Хрюнделем квартиру. Отличительная черта — очень громко разговаривает, едва не переходя на крик. Эпизодически появляется в эпизодах «Масяптиц и Хрюндептицепап» и «Искушение Лохматого».
- Околоба́ха — приятель Масяни и Хрюнделя из одноимённого эпизода, музыкант, некогда виртуозно игравший на скрипке. Был призван в армию, где получил психологическую травму и частично потерял музыкальный слух. По характеру «ботаник». Прозвище является игрой слов между «около Баха» и армейского «колобаха» («колыбаха», «калабаха») — битьё подушкой по голове, либо удар ладонью по шее, затрещина. Появляется также в эпизоде 62 «Искушение Лохматого».
- Фёдоровна — мама Масяни. Имя не установлено, род занятий неизвестен. Разведена (в эпизоде «Треугольники» встречается с другом юности[21]). В замужестве носила фамилию Нико́гда — поменяла её, когда Масяне было 2 года[12]. Появляется в эпизодах «Деньги, небо и машины», «Интро», «Таблетки на Блюхера» и других.
- Ольга Ку́зина — двоюродная сестра Масяни, приехавшая к ней погостить в эпизоде «Кузи́на». Блондинка с эффектной внешностью и хорошими манерами, но крайне глупая и разговаривающая только набившими оскомину шаблонными фразами. Больше персонаж не появлялся, однако в эпизодах «Ядрёный взрыв», «Шевелёнка», «Троллейбус» и «Бегулеле» встречаются другие эпизодические героини, внешне полностью её повторяющие.
- Колобу́хин — басист-алкоголик. Эпизодически появляется в разных эпизодах.
- Гри́ша Ча́йников — телепродюсер, отдалённо похожий на Гарри Поттера. Появляется в эпизодах «Поттер», «Попсня» и «Груша и Кондрашка». Позже в эпизоде 143 «Билефельд» появился персонаж с такой же внешностью, но уже без определённого имени.

## Компьютерные игры
В 2008 году вышел казуальный квест «Масяня под жёлтым прессом». В этой игре Масяня засветилась в роли журналиста, а всех игровых персонажей озвучил сам Олег Куваев. Спустя год в продаже появились ещё две игры с Масяней: бизнес-аркада «Масяня и пляжные заморочки» и сиквел-квест «Масяня в полной Африке», а в 2011 — «Масяня. Евротур». Существуют также две маленькие флеш-игры под названиями «Масяня-диджей» (она же «Масяня-секвенсер» или «Масяня-грувбокс») и «Масяня на велике». Последняя находилась какое-то время на официальном сайте в виде баннера.

## Юридические проблемы
С самого начала проекта «Масяня» Олег Куваев столкнулся с большой волной пиратства и незаконного использования образа Масяни. Выпускались десятки, если не сотни наименований товаров без какого-либо контроля, участия или разрешения со стороны автора и его студии. Предпринимались многочисленные попытки борьбы с массовым пиратством, но они по большей части были неудачными, вследствие отсутствия в России на тот момент законодательной базы и юридической практики по авторскому праву.
Кроме того, сам Куваев в 2002 году заключил договор с московским бизнесменом Григорием Зориным без привлечения юристов, в результате чего потерял почти все права на Масяню, которые отошли к ООО «Масяня». В феврале 2003 года ООО «Масяня», не поставив в известность автора, передало все права по авторскому договору фирме «Альвинс», которая занялась бессистемной их распродажей третьим лицам. Автор оказался отстранён от контроля над использованием образа Масяни, и без его участия на свет появились подделки, по словам художника, даже отдалённо не соответствующие образу и концепции подлинного персонажа.
В 2003 году новые правообладатели разрешили использовать образ Масяни телеканалу Муз-ТВ, где была создана программа «В гостях у Масяни». Масяню в этой программе озвучивал Павел Воля (будущий участник проекта «Comedy Club»). Куваев создал едко-сатирическую серию «Дерьмуз ТВ» и подал в суд. 15 июля 2004 года Савёловский межмуниципальный суд Москвы постановил «расторгнуть договор между Куваевым Олегом Игоревичем и ООО „Масяня“ о передаче прав на использование произведения — рисованного персонажа под названием „Масяня“», однако представители «Муз-ТВ» не спешили убирать программу из эфира. Куваеву пришлось вновь обращаться в суд, который обязал «Муз-ТВ» прекратить показ программы и запретил использовать образ Масяни.
На Украине мультсериал незаконно транслировался телеканалами «Интер» и «ТЕТ»; в 2003 году образ Масяни незаконно использовался в рекламе украинского мобильного оператора «Киевстар».

## Список эпизодов
| Сезон | Сезон | Эпизоды | Премьера сезона | Финал сезона     |
| ----- | ----- | ------- | --------------- | ---------------- |
|       | 1     | 32      | 22 октября 2001 | 1 июля 2002      |
|       | 2     | 25      | 8 сентября 2002 | май-декабрь 2003 |
|       | 3     | 26      | 18 ноября 2003  | 13 октября 2006  |
|       | 4     | 9       | 19 июня 2005    | 5 декабря 2006   |
|       | 5     | 26      | 5 июля 2007     | 24 октября 2013  |
|       | 6     | 23      | 11 декабря 2013 | 5 марта 2020     |
|       | 7     | 18      | 1 апреля 2020   | 2 февраля 2022   |
|       | 8     | 12      | 22 марта 2022   | 9 ноября 2023    |
|       | МиВС  | 4       | 1 января 2024   | 8 июня 2024      |
|       | 9     | 7       | 16 августа 2024 | ТВА              |

### Первый сезон (2001—2002)
| Порядок | Порядок | Название                        | Длительность | Дата выхода     | Описание                                         |
| Старый  | YouTube | Название                        | Длительность | Дата выхода     | Описание                                         |
| ------- | ------- | ------------------------------- | ------------ | --------------- | ------------------------------------------------ |
| 1       | —       | «Песня»                         | 0:28         | 22 октября 2001 | Масяня поёт песенку                              |
| 4       | —       | «Кайф по выходным»              | 0:35         | 22 октября 2001 | Продаёт газеты                                   |
| 7       | 1       | «Такси» («Автолюбитель»)        | 1:20         | 22 октября 2001 | Едет в такси                                     |
| 6       | 2       | «Модем»                         | 1:03         | 22 октября 2001 | Прикалывается с модемом                          |
| 3       | 3       | «Электричка»                    | 0:47         | 22 октября 2001 | Ходит с гитарой по электричке                    |
| 2       | 4       | «Телевизор»                     | 1:20         | 22 октября 2001 | Переключает каналы                               |
| 5       | 5       | «Анекдот»                       | 0:40         | 22 октября 2001 | Рассказывает анекдот                             |
| 9       | 6       | «Амстердам»                     | 0:49         | 2001            | Рассказывает Лохматому об Амстердаме             |
| 8       | 7       | «День рождения»                 | 1:51         | 22 октября 2001 | Масяня делает заказ ко дню рождения              |
| 10      | 8       | «Масяня и Сплин»                | 1:51         | 2001            | Мешает выступлению группы Сплин                  |
| 11      | 9       | «Обломчики»                     | 1:14         | 2001            | Отказывается заночевать у Хрюнделя               |
| 12      | 10      | «Пятница»                       | 1:39         | 2001            | Напивается с Хрюнделем до беспамятства           |
| 13      | 11      | «Мороженое»                     | 1:48         | 2001            | Разводит прохожих на мороженое                   |
| 14      | 12      | «В отрыв»                       | 2:13         | 2001            | Тусит после двух недель, проведённых дома        |
| 15      | 13      | «День радио»                    | 2:14         | 25 ноября 2001  | Масяня мешает Хрюнделю озвучить ролик            |
| 16      | 14      | «Как-нибудь»                    | 1:27         | 2001            | В постели намекает Хрюнделю на «штучку»          |
| 17      | 15      | «Москва»                        | 1:59         | 2001            | Едет в Москву к Ляське, подруге из чата          |
| 18      | 16      | «Сладкие грёзы»                 | 2:02         | 2001            | Мечтает о большой и светлой любви                |
| 19      | 17      | «Новогодняя сказочка»           | 2:22         | 31 декабря 2001 | Застревает с Лохматым в лифте                    |
| 20      | 18      | «Подарочки»                     | 2:10         | 8 января 2002   | Мстит Хрюнделю за бестолковый подарок            |
| 21      | 19      | «Шоу-бизнес»                    | 2:59         | 27 января 2002  | С Хрюнделем на прослушивании у продюсера         |
| 22      | 20      | «Download»                      | 1:52         | 2002            | Масяня качает с Лохматым новый мульт про себя    |
| 23      | 21      | «Валентинка № 1»                | 1:42         | 14 февраля 2002 | Игнорирует пришедшего её поздравить Хрюнделя     |
| 24      | 21      | «Валентинка № 2»                | 1:42         | 14 февраля 2002 | Разговаривает с Ляськой о сексе и чувствах       |
| 25      | 22      | «Экскурсия по Санкт-Петербургу» | 2:10         | 4 марта 2002    | Пугает туристов реалиями Петербурга              |
| 26      | 23      | «8 марта»                       | 1:16         | 8 марта 2002    | Выступает со сцены с критикой в адрес мужчин     |
| 27      | 24      | «Городские ужасы»               | 1:36         | март 2002       | Пробирается домой пешком по ночному Петербургу   |
| 28      | 25      | «Взаимопонимание полов»         | 2:13         | март 2002       | В панике, что у неё «не начинается»              |
| 29      | 26      | «Колёса»                        | 1:54         | 2002            | Масяня учит Лохматого кататься на роликах        |
| 30      | 27      | «Поттер»                        | 3:33         | 2002            | Тусуется с Хрюнделем за кулисами на рок-концерте |
| 31      | 28      | «Депресняк»                     | 4:14         | 13 мая 2002     | Впадает в депрессию                              |
| 32      | 29      | «На измене (Bad Trip)»          | 2:15         | 27 мая 2002     | Откачивает с Ляськой Хрюнделя после приёма ЛСД   |
| 33      | 30      | «Русский панк-рок»              | 2:41         | 7 июня 2002     | Играет с друзьями рок-концерт в баре             |
| 34      | 31      | «Реклама» («Кукла»)             | 1:28         | 2002            | Рекламирует надувную секс-куклу «Масяня»         |
| 35      | 32      | «Деньги, небо и машины»         | 3:38         | 1 июля 2002     | Учится водить подаренную ей машину               |

### Второй сезон (2002—2003)
| Порядок | Порядок | Название                                     | Длительность | Дата выхода      | Описание                                                                               |
| Старый  | YouTube | Название                                     | Длительность | Дата выхода      | Описание                                                                               |
| ------- | ------- | -------------------------------------------- | ------------ | ---------------- | -------------------------------------------------------------------------------------- |
| 36      | 33      | «ТВ-Интро» (ТВ серия 1)                      | 2:52         | 8 сентября 2002  | Масяня представляет себя телезрительской аудитории                                     |
| 37      | 34      | «Языковой барьер» (ТВ серия 2)               | 3:08         | 16 сентября 2002 | Водит Ляськиного знакомого немца по Петербургу                                         |
| 38      | 35      | «Розовая кофточка» (ТВ серия 3)              | 2:03         | 23 сентября 2002 | Наблюдает с Хрюнделем за проституткой                                                  |
| 39      | 36      | «Пуговица Пушкина» (ТВ серия 4)              | 3:38         | 30 сентября 2002 | Каламбурит с Лохматым в гостях у Хрюнделя                                              |
| 40      | 37      | «Два моста» (ТВ серия 5)                     | 2:17         | 6 октября 2002   | Два коротких эпизода про коварство питерских мостов                                    |
| 41      | 38      | «Крыса» (ТВ серия 6)                         | 2:59         | 14 октября 2002  | Масяня ссорится с Хрюнделем и покупает на рынке крысу                                  |
| 42      | 39      | «Катаклизм» (ТВ серия 7)                     | 2:23         | 21 октября 2002  | С Хрюнделем противостоит толпе фанатов «Зенита»                                        |
| 44      | 40      | «Таблетки на Блюхера» (ТВ серия 9)           | 2:36         | 10 ноября 2002   | Выступает в роли живой рекламы аптеки                                                  |
| 43      | 41      | «Вовне» («Невесёлые мысли») (ТВ серия 8)     | 3:03         | 3 ноября 2002    | Масяня размышляет о человеческой подлости и насилии                                    |
| 45      | 42      | «Пого» («Контркультура») (ТВ серия 10)       | 2:57         | 18 ноября 2002   | Отрывается в клубе после концерта классической музыки                                  |
| 46      | 43      | «Хомяк» (ТВ серия 11)                        | 4:14         | 25 ноября 2002   | Составляет фильтр матерных слов для сайта Хрюнделя                                     |
| 47      | 44      | «Киноавангард» (ТВ серия 12)                 | 2:26         | 1 декабря 2002   | Пробует снять с друзьями экстремальное кино                                            |
| 48      | 45      | «Принц Альберт» («Пирсинг») (ТВ серия 13)    | 2:29         | 2002             | Хрюндель и Лохматый делают себе пирсинг                                                |
| 49      | 46      | «Попсня» (ТВ серия 14)                       | 3:47         | 14 декабря 2002  | Масяня снимается в клипе начинающей поп-звезды                                         |
| 50      | 47      | «Эффект дятла» (ТВ серия 15)                 | 3:02         | 22 декабря 2002  | Масяня снимает подозрительно дешёвую квартиру                                          |
| 53      | 48      | «Эх!» («Здоровье») (ТВ серия 18)             | 3:11         | 26 января 2003   | Пытается начать вести здоровый образ жизни                                             |
| 51      | 49      | «Сказка 2003» (ТВ серия 16)                  | 5:15         | 29 декабря 2002  | Устраивает новогодний сюрприз беспризорнику Саньку                                     |
| 52      | 50      | «Посленовогодний бред» (ТВ серия 17)         | 3:57         | январь 2003      | Участвует в своих же фиктивных похоронах                                               |
| 54      | 51      | «Хабиби» (ТВ серия 19)                       | 5:11         | 8 февраля 2003   | Совершает с Хрюнделем поход на священную гору Моисея                                   |
| 55      | 52      | «Карусельщик» (ТВ серия 20)                  | 2:42         | 10 февраля 2003  | Находит с друзьями старую заброшенную карусель                                         |
| 56      | 53      | «День сурком»                                | 3:28         | 2003             | Масяня, не проснувшись, собирается пойти на работу                                     |
| 58      | 54      | «ОК» («Общество борьбы с Козлами»)           | 3:12         | март 2003        | Организует с друзьями «Общество по борьбе с Козлами» («ОК»)                            |
| 57      | 55      | «Секс»                                       | 2:57         | март 2003        | Остаётся на ночь у Хрюнделя, а утром беспричинно грустит                               |
| 59      | 56      | «Околобаха»                                  | 3:40         | март 2003        | Об одном талантливом скрипаче, попавшем в армию                                        |
| 60      | 57      | «Треугольник 1: Поехали…»                    | 11:41        | май-декабрь 2003 | Эпизоды: «Ненадёжность пессимиста», «Лёгкость упрощения», «Естественность непонимания» |
| 61      | 57      | «Треугольник 2: Парадоксики»                 | 11:41        | май-декабрь 2003 | Эпизоды: «Неадекватность медиа», «Власть слова», «Внедрение наук»                      |
| 62      | 57      | «Треугольник 3: Третья партия» (ТВ серия 21) | 11:41        | май-декабрь 2003 | Эпизоды: «The Wall», «Теория относительности», «Джеймс Бонд»                           |
| 63      | 57      | «Треугольник 4» (ТВ серия 22)                | 11:41        | май-декабрь 2003 | Эпизоды: «Жареный петух», «Карнавал», «Грабёж»                                         |
| 64      | 57      | «Пятый» (ТВ серия 23)                        | 11:41        | май-декабрь 2003 | Эпизоды: «Соседи», «Секс, ложь и видео», «Муха»                                        |

### Третий сезон (2003—2006)
| Порядок | Порядок | Название                                  | Длительность | Дата выхода      | Описание                                                                    |
| Старый  | YouTube | Название                                  | Длительность | Дата выхода      | Описание                                                                    |
| ------- | ------- | ----------------------------------------- | ------------ | ---------------- | --------------------------------------------------------------------------- |
| 65      | —       | «Дерьмуз ТВ»                              | 3:14         | 18 ноября 2003   | Злая пародия на телеканал Муз-ТВ                                            |
| 66      | 58      | «Флудеры 1: Наблюдение»                   | 4:06         | 2 декабря 2003   | Масяня с Хрюнделем «скрещивают» зажигалки                                   |
| 67      | 58      | «Флудеры 2: Сбой»                         | 4:06         | 11 декабря 2003  | Хрюндель злится на Лохматого за хакерские проделки                          |
| 68      | 58      | «Флудеры 3: Залив»                        | 4:06         | 21 декабря 2003  | Посиделки друзей «кверх ногами» на Финском заливе                           |
| 69      | 59      | «Секретные материалы» («Ляпы на съёмках») | 3:50         | 30 августа 2004  | Неудачные дубли некоторых предыдущих серий «Масяни»                         |
| 70      | 60      | «Говённый день, или Масяня в тумане»      | 2:19         | 16 ноября 2004   | У Масяни неудачный день                                                     |
| —       | 61      | «Мани-Мани»                               | 3:09         | март 2004        | Пародия на всём известный клип группы «ABBA»                                |
| 71      | 62      | «Искушение Лохматого»                     | 5:32         | 16 декабря 2004  | Масяня и Хрюндель разводятся                                                |
| 72      | 63      | «Анатомический театр»                     | 4:25         | 30 декабря 2004  | Масяня и Хрюндель работают в театре «мебельщиками»                          |
| 73      | 64      | «Ганди, или Ищи дурака»                   | 2:37         | 10 февраля 2005  | Хрюндель поспорил с Масяней на обет молчания                                |
| 74      | 65      | «Манукэ — полиция Рунета»                 | 4:51         | 22 марта 2005    | Друзья борются против спамеров и крэкеров                                   |
| 75      | 66      | «Воробей»                                 | 4:23         | 17 апреля 2005   | Друзья пытаются разгадать тайну Хрюнделя                                    |
| 76      | 67      | «Судьба нигилиста, или Че»                | 4:08         | 4 мая 2005       | Лохматый рассказывает на телевидении о своей рок-группе                     |
| 77      | 68      | «Мораторий (Диета)»                       | 3:10         | 23 мая 2005      | Масяня пытается похудеть                                                    |
| 78      | 69      | «В раю денег не берут»                    | 5:42         | 5 июня 2005      | Масяня и Хрюндель в Намибии                                                 |
| 79      | 70      | «Обескураж»                               | 3:20         | 14 августа 2005  | Масяня хочет выпить                                                         |
| 80      | 71      | «Боян»                                    | 3:37         | 13 ноября 2005   | Достаёт друзей «интересными» фактами                                        |
| 99      | 72      | «Ночной эльф»                             | 1:41         | 6 июня 2006      | Играет в World of Warcraft                                                  |
| 102     | 73      | «Десять дохлых енотов»                    | 2:41         | 30 августа 2006  | Пародия на песню «Zehn kleine Jägermeister» немецкой группы Die Toten Hosen |
| 83      | 74      | «Кузина»                                  | 5:09         | 2 апреля 2006    | К Масяне приезжает болтливая кузина                                         |
| 82      | 75      | «Обход 2006»                              | 2:50         | 29 декабря 2005  | Работает «бабой-жарой»                                                      |
| 84      | 76      | «Всем лицам»                              | 2:46         | 3 июля 2006      | О правилах поведения в метро                                                |
| 98      | 77      | «Кофе по-масяньски»                       | 1:13         | 16 мая 2006      | Готовит кофе                                                                |
| 85      | 78      | «Рашн Мучо Блин Трафико»                  | 3:14         | 28 сентября 2006 | Масяня и Хрюндель борются с трафиком на дорогах                             |
| 101     | 79      | «Лузер (Soy un Perdedor)»                 | 2:28         | 24 июля 2006     | Пародия на песню «Loser» американского исполнителя Beck                     |
| 86      | 80      | «Дерево друидов»                          | 4:37         | 13 октября 2006  | Масяня и Хрюндель в загородной поездке                                      |
| 96      | 81      | «Зеркало»                                 | 1:50         | 28 февраля 2006  | Масяня перед зеркалом                                                       |
| 97      | 82      | «Пингвин»                                 | 2:25         | 14 апреля 2006   | Пытается скрыться от городской суеты                                        |
| —       | 83      | «Нерпа»                                   | 3:05         | 7 апреля 2006    | Масяня и Хрюндель на Байкале, ролик для «Гринписа»                          |

### Четвёртый сезон. «Регтаймы» (2005—2006)
| Порядок | Порядок | Название                                             | Длительность | Дата выхода      | Описание                                                                   |
| Старый  | YouTube | Название                                             | Длительность | Дата выхода      | Описание                                                                   |
| ------- | ------- | ---------------------------------------------------- | ------------ | ---------------- | -------------------------------------------------------------------------- |
| 87      | 84      | «Рэгтайм 1: Жизнь с котом»                           | 1:56         | 19 июня 2005     | За Масяней увязался бездомный кот                                          |
| 88      | 85      | «Рэгтайм 2: Масяптиц и Хрюндептицепап»               | 3:04         | 5 июля 2005      | Птенец не рвётся к самостоятельной жизни                                   |
| 89      | 86      | «Рэгтайм 3: Чернооухий попугай»                      | 3:39         | 22 сентября 2005 | Лохматый пытается выпустить на свободу попугая Масяни                      |
| 90      | 87      | «Рэгтайм 4: О без яна»                               | 3:17         | 10 октября 2005  | Масяня и Лохматый ловят обезьяну                                           |
| 91      | 88      | «Рэгтайм 5: Муравьиная оратория»                     | 4:16         | 23 октября 2005  | О жизни в муравьиной колонии                                               |
| 92      | 89      | «Рэгтайм 6: Воробей по имени Джонатан Хрюндельсон»   | 3:26         | 6 декабря 2005   | Пародия на повесть «Чайка по имени Джонатан Ливингстон»                    |
| 93      | 90      | «Рэгтайм 7: Приключения Бурасяно, или Золотая кирка» | 5:37         | 22 декабря 2005  | Пародия на повесть «Золотой ключик, или Приключения Буратино»              |
| 94      | 91      | «Рэгтайм 8: Серенгети»                               | 3:08         | 30 января 2006   | Персонажей показывают в передаче о дикой природе                           |
| 95      | 92      | «Рэгтайм 9: Мотыль у осипшего тракториста»           | 5:28         | 5 декабря 2006   | Преображение личинки; название пародирует «Отель „У Погибшего Альпиниста“» |

### Пятый сезон (2007—2013)
| Порядок | Порядок | Название                                 | Длительность | Дата выхода      | Описание                                                                                      |
| Старый  | YouTube | Название                                 | Длительность | Дата выхода      | Описание                                                                                      |
| ------- | ------- | ---------------------------------------- | ------------ | ---------------- | --------------------------------------------------------------------------------------------- |
| 103     | 93      | «Курыцца»                                | 2:26         | 5 июля 2007      | О непростом поиске взаимопонимания с иностранцами без знания языка                            |
| 104     | 94      | «Морква»                                 | 3:23         | 30 июля 2007     | Масяня всех раздражает чавканьем                                                              |
| 105     | 95      | «Груша и Кондрашка»                      | 2:58         | 16 августа 2007  | Хрюндель работает кукловодом в телепередаче «На кой вам Сочи, голыши!»                        |
| 106     | 96      | «Угадай всё!»                            | 5:47         | 11 сентября 2007 | Масяня работает ведущей в платной телевикторине                                               |
| 107     | 97      | «Отдача»                                 | 2:42         | 23 ноября 2007   | Масяня не может говорить из-за стоматита                                                      |
| 108     | 98      | «Женские треугольники 1»                 | 6:40         | 7 декабря 2007   | Эпизоды (названия неофициальные): «Нечего одеть», «Обоюдные признания», «Салон красоты»       |
| 109     | 98      | «Женские треугольники 2»                 | 6:40         | 28 декабря 2007  | Эпизоды (названия неофициальные): «Укус за попу», «Съём квартиры», «Новогодние подарки»       |
| 110     | 99      | «Аэро треугольники»                      | 4:30         | 6 февраля 2008   | Эпизоды (названия неофициальные): «Сон в самолёте», «Проверка багажа», «Курение в аэропорту»  |
| 111     | 100     | «Сюрпризец»                              | 3:22         | 6 марта 2008     | Хрюндель пытается сделать Масяне очередное предложение                                        |
| 112     | 101     | «Трудный способ бросить курить»          | 2:55         | 20 мая 2008      | Хрюндель бросает курить                                                                       |
| 113     | 102     | «Пицца! Пицца!»                          | 1:33         | 15 сентября 2008 | Масяня разводит разносчика пиццы                                                              |
| 114     | 103     | «Новогодне-кризисное» («Жаба»)           | 3:21         | 30 декабря 2008  | О том, как тяжко дать другу взаймы крупную сумму                                              |
| 115     | 104     | «Опаньки!»                               | 2:35         | 22 мая 2009      | С Масяней происходит 10 несчастий                                                             |
| 117     | 105     | «Будтенате»                              | 5:06         | 31 декабря 2009  | Масяня задумывается о детях                                                                   |
| 116     | 106     | «Масяня в Намедни» («Как сделать мульт») | 4:12         | 18 ноября 2010   | Юмористическое осмысление автором работы по выпуску серий для «Намедни» (к 20-летию передачи) |
| 118     | 107     | «Свой Чужой»                             | 5:41         | 20 сентября 2012 | У Масяни резкие перепады настроения                                                           |
| 119     | 108     | «Ядрёный взрыв»                          | 5:01         | 19 ноября 2012   | Масяня рожает                                                                                 |
| 120     | 109     | «Нехилый супец»                          | 5:29         | 18 декабря 2012  | Приготовила Хрюнделю несъедобный суп                                                          |
| 121     | 110     | «Шевелёнка»                              | 6:44         | 16 января 2013   | Слишком увлеклась фотографированием                                                           |
| 122     | 111     | «Троллейбус»                             | 7:44         | 13 февраля 2013  | Хрюндель попадает в школу троллей                                                             |
| 123     | 112     | «Ктулху и пингвин с пропеллером»         | 7:41         | 19 марта 2013    | Хрюнделя отправляют в прошлое                                                                 |
| 124     | 113     | «Человечики»                             | 4:31         | 23 апреля 2013   | Масяня не может оставить Хрюнделя одного с ребёнком                                           |
| —       | 114     | «Зелёная кикимора»                       | 5:43         | 20 июня 2013     | Гуляет по городу в очках, раскрывающих «правду жизни»                                         |
| —       | 115     | «Царь@ру»                                | 6:18         | 28 июля 2013     | О том, как в стране принимаются абсурдные законы                                              |
| —       | 116     | «Питерское лето: Комедия дель арте»      | 8:40         | 30 августа 2013  | Друзья отдыхают на природе                                                                    |
| —       | 117     | «Абстиненция»                            | 10:30        | 27 сентября 2013 | Масяня открывает книжный магазин без продавца                                                 |
| —       | 118     | «Кури, дедушка, нарзан!»                 | 11:32        | 24 октября 2013  | Друзья обучают Лохматого бороться с комплексами                                               |

### Шестой сезон (2013—2020)
| YouTube | Название                           | Длительность | Дата выхода     | Описание |
| ------- | ---------------------------------- | ------------ | --------------- | --- |
| 119     | «Пескун в непонятках»              | 8:32         | 11 декабря 2013 | Хрюндель оказался за городом без телефона и денег |
| 120     | «Добрый мульт с невнятным посылом» | 7:41         | 27 января 2014  | О том, как власть захватывают дураки |
| 121     | «Будапешт»                         | 7:28         | 17 апреля 2014  | Масяня и Хрюндель пытаются отдохнуть в Будапеште |
| 122     | «Сублимация»                       | 8:32         | 25 августа 2014 | Сублимация это типа замещение чего-то чем-то. Этот небольшой мульт демонстрирует нам как надо правильно замещать чего-то чего нам не хватает из прошлой жизни. Например свободного Интеренета. |
| 123     | «Ватрушка»                         | 7:41         | 5 февраля 2015  | У Хрюнделя есть подружка, которая хочет познакомиться с Лохматым. |
| 124     | «Срытая угроза»                    | 7:28         | 6 апреля 2015   | У Масяня день рождения. |
| 125     | «Багдадский банан»                 | 8:32         | 13 октября 2015 | Хрюндель пытается отдохнуть а Израиле. |
| 126     | «Скэб (Кейзи Джонс)»               | 7:41         | 27 января 2016  | Эта история о Кейси Джонсе. |
| 127     | «Традесканция»                     | 7:28         | 2 июня 2016     | Мульт длинный учтите. Так что смотрите, когда будет время, чтоб не торопясь. Апокалиптический юморок. Гротескный фэнтези. Занудные разборки.                                                   |
| 128     | «Факультет»                        | 10:47        | 23 июня 2018    | 18+ !!! Слова нынче бегают свободно. Очень трудно стало их контролировать, хотя и очень многие пытаются. Родителям тоже приходится рано или поздно столкнутся с этой проблемой.                |
| 129     | «Агрегат»                          | 14:13        | 4 августа 2018  | Хрюндель находит какой-то планшет и с помощью него может править миром. |
| 130     | «Зерцало»                          | 10:14        | 10 октября 2018 | Масяня читает книгу Юности честное зерцало, в которой говорится как воспитывать детей |
| 131     | «Бегулеле»                         | 7:41         | 28 февраля 2019 | Масяня заказала по интернету «бегулеле». |
| 132     | «Шайсе»                            | 12:01        | 24 мая 2019     | Хрюндель прикалывается над Лохматым, пока он работе. |
| 133     | «Снусы и Манюшки»                  | 6:52         | 27 июня 2019    | Масяня рассказывает о снусах и манюшках. |
| 134     | «Хухры-мухры»                      | 7:52         | 5 августа 2019  | Масяня заказала по интернету «хухры-мухры». |
| 135     | «Высокие отношения»                | 6:52         | 4 сентября 2019 | Масяня променяла компьютер на планшет. |
| 136     | «Легалайз»                         | 5:01         | 8 октября 2019  | Серия про легализацию марихуаны. |
| 137     | «Шухер»                            | 6:11         | 4 ноября 2019   | Масяня укладывает всех спать. |
| 138     | «Проделки Эйнштейна»               | 4:37         | 6 декабря 2019  | Масяня хочет сделать «важное дело», но не успевает из-за раздражающих факторов. |
| 139     | «Дед Сабзиро»                      | 4:31         | 31 декабря 2019 | Масяня всё время обещает купить Дяде Баде Сабзиро. |
| 140     | «Странная рожа»                    | 5:52         | 30 января 2020  | Масяню и Хрюнделя преследует человек со «странной рожей». |
| 141     | «Блоб»                             | 4:55         | 5 марта 2020    | Масяню преследует «блоб». |

### Седьмой сезон (2020—2022)
| YouTube | Название                            | Длительность | Дата выхода      | Описание |
| ------- | ----------------------------------- | ------------ | ---------------- | --- |
| 142     | «Самоизоляция»                      | 5:46         | 1 апреля 2020    | Масяня и её семья проводят время на самоизоляции.                                                                                  |
| 143     | «Билефельд»                         | 8:41         | 3 мая 2020       | Масяня и Хрюндель попадают в клуб отрицания.                                                                                       |
| 144     | «Гуляш»                             | 5:00         | 2 июня 2020      | Масяня отказывается от еды, а Хрюндель уговаривает её поесть.                                                                      |
| 145     | «Шницель»                           | 6:20         | 1 июля 2020      | В этой серии мы узнаём фамилию Масяни.                                                                                             |
| 146     | «Джентельмены предпочитают ботинок» | 8:53         | 2 августа 2020   | Хрюндель и Лохматый обсуждают женщин.                                                                                              |
| 147     | «Тесла с Маском»                    | 7:40         | 7 октября 2020   | Масяню и Хрюнделя проверяют на наличие иностранной интернет-сети.                                                                  |
| 148     | «Листья Ясеня»                      | 7:50         | 4 ноября 2020    | Масяня и Хрюндель обнаруживают дыру в стене.                                                                                       |
| 149     | «Ёршик»                             | 8:04         | 4 декабря 2020   | Масяня приходит домой и обнаруживает саму себя и не может понять. В конце она говорит Хрюнделю, чтобы он не покупал дешёвый ёршик. |
| 150     | «Мазурик»                           | 6:58         | 31 декабря 2020  | Серия про Новый Год. |
| 151     | «Неудобняк»                         | 6:10         | 11 февраля 2021  | Лохматый ляпнул в кафе «И вам пожалуйста» вместо «Спасибо» и теперь жалеет о сказанном.                                            |
| 152     | «Доппельгангер»                     | 6:50         | 13 марта 2021    | Силовики устроили тотальный контроль над населением.                                                                               |
| 153     | «Обормотень»                        | 8:35         | 6 мая 2021       | Лохматый идёт к психологу. |
| 154     | «Щещя»                              | 11:00        | 10 июля 2021     | Гуру даёт Масяне листок с предсказаниями, которые начинают сбываться.                                                              |
| 155     | «Катапульта»                        | 6:45         | 16 августа 2021  | Масяня становится султаном. |
| 156     | «Вечный бан»                        | 8:57         | 30 сентября 2021 | Хрюндель и Лохматый рассуждают о свободе слова и цензуре.                                                                          |
| 157     | «Только Две Сцены»                  | 9:18         | 22 октября 2021  | Масяня и Хрюндель заказали доставку еды и ждут курьера.                                                                            |
| 158     | «Аешаллензолбрухштелленвеурзахер»   | 7:23         | 13 декабря 2021  | Серия про враньё. |
| 159     | «Лафбокс»                           | 9:47         | 2 февраля 2022   | Масяне дарят коробочку со смехом.                                                                                                  |

### Восьмой сезон. «Война» (2022 — 2023)
Сезон полностью посвящён теме вторжения России на Украину, являясь при этом антивоенным высказыванием Олега Куваева.
| YouTube | Название                    | Длительность | Дата выхода      | Описание |
| ------- | --------------------------- | ------------ | ---------------- | --- |
| 160     | «Вакидзаси»                 | 12:05        | 22 марта 2022    | Масяня с Хрюнделем оберегают Лохматого от случившегося на Украине. |
| 161     | «Как объяснить детям»       | 9:31         | 13 мая 2022      | Масяня, Хрюндель и Лохматый показывают детям сценку про случившееся на Украине. |
| 162     | «Санкт-Мариубург»           | 10:22        | 11 июля 2022     | Эмпатия — главное человеческое чувство. Способность сопереживать. Способность поставить себя на место другого. Этот мульт адресован тем, кто по какой-то чудовищной ошибке поддерживает русско-украинскую войну. |
| 163     | «Живи не хочу»              | 10:43        | 20 сентября 2022 | Хрюндель нашёл в лесу летающую тарелку и полетел на ней выгонять российских солдат из Украины |
| 164     | «Русофоб»                   | 12:21        | 18 декабря 2022  | Гипотетическая ситуация. Многие, по-моему, до сих пор не понимают, что анимация это преувеличение, доведение до абсурда. И таким образом, через карикатуру, видим суть. Ну вот и доводим. Приятного аппетита! |
| 165     | «Масяня 2050»               | 8:04         | 1 февраля 2023   | Поскольку нормальное будущее убито, то приходится его придумывать. Что будет со всеми в 2050 году? Никто не берётся предсказать. И это тоже НЕ предсказание. Это вольная художественная фантазия как один из вариантов. И ни на что другое не претендует. Главным действующим лицом в мульте служат не герои, как ни странно, а обстоятельства. Такой художественный трюк. |
| 166     | «Курьёз Плавунца»           | 16:13        | 31 марта 2023    | Словами «Режиссёрская версия» я как бы предупреждаю, что серия длинная. А так-то у меня все мульты — режиссёрская версия. Других версий быть и не может, потому что я всё делаю один. Даже версию электрика не могу сделать — сам всё чиню:) |
| 167     | «Часики»                    | 8:57         | 23 мая 2023      | Внесение в сериал понятия "параллельная реальность" позволяет немного оправдать существование мирных сюжетов в наше кошмарное время. Это и немного продолжение эпизода про "плавунца"... но это станет ясно только в самом конце. |
| 168     | «Золотое письмо»            | 10:05        | 23 мая 2023      | Я уже боюсь делать антиутопические видео ибо слишком часто они становятся реальностью. Честно говоря, я утрирую чтобы поржать, а диктаторы проделывают всё это серьёзно с живыми людьми. Но что мне остаётся? Принцип мультов — абсурд, построенный на элементах реальности. И если элементы реальности чёрные, то и юмор будет чёрным.                                    |
| 169     | «Идолиада»                  | 15:54        | 15 июля 2023     | Разные бывают извращённые формы подавления людей. И никто не верит что это случится на его веку, в его городе, в его стране. Такие формы диктата и насилия не кончаются ничем хорошим... если довести до логического финала... Заранее прошу прощения у всех Антонов.. :)                                                                                                  |
| 170     | «Полуночный хлебороб»       | 12:59        | 20 сентября 2023 | Это то, что получается если всеми силами пытаешся сделать мульт НЕ ПРО проклятую войну. И малышам- Масяня по прежнему вне политики. Просто война- это совсем не политика. Это массовые убийства. Но это мульт не про войну. Совсем нет.. он про кулинарию.... |
| 171     | «Я на это не подписывалась» | 12:52        | 9 ноября 2023    | Тяжеловесный немного мульт. Во всех смыслах. Легким его не назовешь. Про борьбу со злом. Про трагедии. Про войну. Про выживание. Про отчаяние. Про бегство. Про.. сегодняшний день. Но как всегда с масяньской иронией и сарказмом. |

### «Масяня и Волшебная Сосиска» (2024)
Поттериада Масяни. Небольшой сезон пародий на Хогвардс.
| YouTube | Название                       | Длительность | Дата выхода    | Описание |
| ------- | ------------------------------ | ------------ | -------------- | --- |
| 172     | «Масяня и Волшебная Сосиска»   | 9:51         | 1 января 2024  | Панк-версия Гарри Поттера. |
| 173     | «Масяня и Волшебная Сосиска 2» | 6:03         | 31 января 2024 | Серия, к сожалению, довольно легкомысленная. Просто прикол. Но я сам получил очень много удовольствия делая эту серию несмотря на зиму, войну, простуды и праздники. СПрикол скорее вопреки всеНадеюсь и вам достанется.. :))) |
| 174     | «Масяня и Волшебная Сосиска 3» | 12:25        | 1 апреля 2024  | В прошлый раз мне кто-то откомментировал "шиза", явно сочтя, что я должен обидится на это. Но на самом деле так и есть. "МиВС"- это шиза. А как еще иначе во времена, когда здравый смысл, справедливость, ценность жизни и прочее самое важное превращены в ничто? Только весёлая шиза спасёт вас от подавляющего уныния и пессимизма. |
| 175     | «Кто из 2027? (МиВС №4)»       | 13:06        | 8 июня 2024    | С этим мультом получилась настоящая карма. Я не хотел делать 4 часть МиВСа, но тут всплыл неожиданно БГ, который принес песню, как будто специально написанную для этого мульта. Короче высшие силы нам покровительствуют и следят чтобы контент был качественным... :) БГ мульт одобрил несмотря на мелкий стеб над ним. Ну ему, понятно дело, с его высоты на стёб плевать.. :) Да и я по-доброму. Что касается сути мульта- ну, судите сами... |

### Девятый сезон (2024 — н.в.)
| YouTube | Название                        | Длительность | Дата выхода     | Описание |
| ------- | ------------------------------- | ------------ | --------------- | --- |
| 176     | «Как Кринж украл здравый смысл» | 6:43         | 16 августа 2024 | Поэтическая баллада о легендарном злонесчастном Кринже с вершины снежной горы и о том замысловатом событии, которые позже умудрёные историки назовут "Эпохальным Похищением Здравого Смысла" имевшим место быть в славном Лопухбурге. |
| 177     | «Сегодня точно»                 | 10:33        | 6 октября 2024  | Масяня и Хрюндель ожидают взрыва бомбы. |
| 178     | «Река Смородина»                | 8:55         | 5 декабря 2024  | Жители деревни просят Масяню защитить их от Горыныча. |
| 179     | «Самый плохой мульт»            | 5:48         | 31 декабря 2024 | Этот мульт- традиционная масяньская новогодняя поздравлялка. Казалось бы что может пойти не так? :)) |
| 180     | «Морковия»                      | 12:12        | 2 марта 2025    | Пародия на Киндза-дзу. |
| 181     | «Моменты. Понедельник»          | 10:14        | 14 апреля 2025  | Этот мульт без прямого повествования. Здесь нет истории. Ни завязки не развязки |
| 182     | «кОшачья жопА»                  | 7:45         | 1 июня 2025     | |
| 183     | «Сусало»                        | 6:18         | 17 июля 2025    | |

### Специальные серии
| Название                                        | Длительность | Дата выхода     | Описание |
| ----------------------------------------------- | ------------ | --------------- | --- |
| «Масяня и особенности Израильского детства»     | 2:08         | 25 июня 2015    | Дядя Бадя учится говорить благодаря Игуму — сети садиков для двуязычных детей                                                               |
| «Масяня и особенности Израильского нового года» | 3:41         | 27 декабря 2015 | Масяня и Хрюндель тайно празднуют новый год в Израиле                                                                                       |
| «Масяня и вкусняшки на дом»                     | 3:19         | 20 мая 2016     | Дядя Бадя находит сайт где можно заказать еду, который называется Bon Appetit                                                               |
| «Масяня и ZyXEL»                                |              |                 | с 2003-го по 2005-й год у Студии Мульт.ру совместно с ZyXEL была обширная рекламная кампания,которая насчитывает около 40 рекламных роликов |
| «Масяня в Швеции. Мини-сериал» (5 эпизодов)     | 5:24         | 9 июля 2018     | Масяня рассказывает про Швецию |
| «Масяня в Швеции. Мини-сериал» (5 эпизодов)     | 4:58         | 9 июля 2018     | Масяня рассказывает про Швецию |
| «Масяня в Швеции. Мини-сериал» (5 эпизодов)     | 2:51         | 9 июля 2018     | Масяня рассказывает про Швецию |
| «Масяня в Швеции. Мини-сериал» (5 эпизодов)     | 3:10         | 9 июля 2018     | Масяня рассказывает про Швецию |
| «Масяня в Швеции. Мини-сериал» (5 эпизодов)     | 3:50         | 9 июля 2018     | Масяня рассказывает про Швецию |
| «Не мульт. Просто поздравление с новым годом!»  | 3:10         | 31 декабря 2021 | Масяня поздравляет зрителей с новым годом                                                                                                   |
| «Поздравление с новым 2023-м годом»             | 2:08         | 31 декабря 2022 | Масяня поздравляет зрителей с новым годом                                                                                                   |

## Масяня и ZyXEL
с 2003-го по 2005-й год у Студии Мульт.ру совместно с ZyXEL была обширная рекламная кампания, которая насчитывает около 40 рекламных роликов, в том числе и про историю Рунета. Также была выпущена мини флэш-игра под названием «Модем» в жанре Pointer Click, в которой нужно было установить модем. Параллельно рекламные ролики опубликовывались на сайте omni.zyxel.ru (то есть Omni Series).
| Название эпизода            | Описание | Формат | Номер |
| --------------------------- | --- | ------ | ----- |
| Землетрясение               | В этом эпизоде Марта Горлопан и Лохматый решили отомстить Хрюнделю | SWF    | 01    |
| Занято                      | В этом эпизоде Лохматый хотел сообщить Хрюнделю что концерт будет сегодня, а не завтра, но телефонная линия была занята, из-за того, что Хрюндель был в сети | SWF    | 02    |
| Реинкарнация                | В этом эпизоде Лохматый, Ляська, Хрюндель, и Марта Горлопан хоронят модем, который сломался, но позже они узнают, что впереди них «счастливая жизнь» | SWF    | 03    |
| Психушка                    | В этом эпизоде Лохматый, Марта Горлопан, и Хрюндель не поделили модем «OMNI ADSL WLAN» | SWF    | 04    |
| Бездельники                 | В этом эпизоде Хрюндель даёт Лохматому модем OMNI 56K, чтобы его прорекламировать | SWF    | 05    |
| Испатстала                  | В этом эпизоде Лохматый установил Беспроводной «W-LAN»-модем, и Хрюндель пытается в разных местах дома словить сигнал Wi-Fi | SWF    | 06    |
| Стоять!                     | В этом эпизоде Лохматый своим одноклассникам рассказал про ADSL-модем и родители одноклассников похвалили Лохматого | SWF    | 07    |
| Хитрость                    | В этом эпизоде Лохматый не может расстаться с новеньким ADSL-модемом | SWF    | 08    |
| Дзюдо                       | В этом эпизоде Масяня и Хрюндель учатся Дзюдо, в Интернете они изучают приёмы благодаря W-LAN модему | SWF    | 09    |
| Миру-мир                    | В этом эпизоде Лохматый мечтает о модеме | SWF    | 10    |
| 100 рублей                  | В этом эпизоде Хрюндель, Масяня, и Лохматый скидываются на покупку модема | SWF    | 11    |
| Будущее                     | В этом эпизоде Лохматый представляет будущее беспроводного Интернета | SWF    | 12    |
| Человек с модемом           | В этом эпизоде в древнерусском стиле все выступают за «ВСЯ ВЛАСТЬ ADSL-Ю!» | SWF    | 13    |
| Бассейн                     | В этом эпизоде Масяня и Лохматый идут купаться в Бассейн, Масяня купила все аксессуары в одном едином магазине, а Лохматый купил всё в отдельных магазинах, и Масяня Лохматого сравнивает с тем, типа: «У тебя есть Домашний Интернет-Центр, и там всё в одной коробочке» | SWF    | 14    |
| Хорошая скорость            | В этом эпизоде Масяня и Хрюндель в ресторане организовали небольшой концерт, спели песню и опубликовали в Интернет с высокой скоростью | SWF    | 15    |
| Сказка про репку            | В этом эпизоде Марта Горлопан разыграла спектакль в Театральном, и Масяня, Хрюндель, и Лохматый помогли ей и получилось по типу: «Качал Дед видео про Репку, потом бабка стала качать видео про репку, потом внучка стала качать видео про репку, потом собачка и кошка стали качать видео про репку, и дед сказал: „Да ну уже, хватит“, и Бабка стала рекламировать OMNI 56K-модем» | SWF    | 16    |
| Супергонки                  | В этом эпизоде Масяня на своём OMNI 56K-модеме вместе с другими модемами участвует в гонке, и Масяня выигрывает | SWF    | 17    |
| Школа                       | В этом эпизоде в Школе провели Интернет | SWF    | 18    |
| Матрица                     | В этом эпизоде Масяня и Хрюндель спасают человечество от устаревшего Dial-Up | SWF    | 19    |
| Глубины Интернета           | В этом эпизоде Лохматый ныряет в «Глубины Интернета» | SWF    | 20    |
| Детство                     | В этом эпизоде к Масяне прилетает Хрюндель в стиле Карлсона и дарит Масяне модем | SWF    | 21    |
| Автостоп                    | В этом эпизоде Масяню, Хрюнделя и Лохматого подвёз водитель грузовика, а внутри грузовика возили Домашние Интернет-Центры | SWF    | 22    |
| Всемирная история           | В этом эпизоде Масяня рассказывает про историю человечества вкратце | SWF    | 23    |
| Штукень                     | В этом эпизоде Лохматый захотел провести себе Интернет | SWF    | 24    |
| Новогодние подарки          | В этом эпизоде все друг другу дарят подарки | SWF    | 25    |
| Файл                        | В этом эпизоде Лохматый дал Масяне ссылку на скачивание файла, а Лохматый увидел, что файлу долго качаться, и Лохматый рекомендует Масяне поставить ADSL-модем | SWF    | 26    |
| Звуки МО                    | В этом эпизоде у Масяни всё время играют звуки Dial-Up | SWF    | 27    |
| Гарантия                    | В этом эпизоде всё по Гарантии | SWF    | 28    |
| Хакер                       | В этом эпизоде Хрюндель пытается взломать Масяню | SWF    | 29    |
| Катюша                      | В этом эпизоде Лохматого ведут на конвейер ZyXEL, и среди коробок обнаруживают Катюшу — малыша, дальнейшая судьба которого неизвестна, и ей дарят модемы, чтобы она заснула (мама Катюши — Женя, о которой ничего неизвестно) | SWF    | 30    |
| Деревня                     | В этом эпизоде в Деревню провели Интернет | SWF    | 31    |
| Спам                        | В этом эпизоде у всех завалило спамом | SWF    | 32    |
| В знак                      | В этом эпизоде Хрюндель «в знак» дарит новый модем | SWF    | 33    |
| Архивы рунета. (9 эпизодов) | Масяня рассказывает историю Рунета | SWF    |       |

## «Вакидзаси»
160-й эпизод мультсериала «Масяня».
Сюжет
Действие посвящено вторжению России на Украину весной 2022 года. Масяня и её муж Хрю́ндель в ужасе от происходящего, их мучит совесть. Они пытаются скрыть новости от своего приятеля Лохма́того, все родственники которого живут на Украине. Масяня решает действовать и отправляется в бункер к Путину. Взывая к совести Путина, Масяня оставляет ему короткий японский меч вакидзаси, намекая тем самым на совершение ритуального японского самоубийства сэппуку. Самоубийство Путина приводит к окончанию войны.
Особенности
- В эпизод включены фотографии жертв среди мирного населения в результате обстрелов и бомбардировок жилых кварталов украинских городов.
- На протяжении всей серии можно заметить, что на стенах в квартире Масяни висят картинки с названиями украинских городов, которые наиболее пострадали от российского вторжения.

Реакция российских властей
После выхода этой серии Роскомнадзор прислал Олегу Куваеву сообщение о блокировке сайта mult.ru, на котором с 2001 года публиковались все эпизоды этой серии.

## Масяня в рекламе
Поначалу Олег Куваев категорически отвергал возможность появления рекламных мультфильмов или каких-либо товаров с участием персонажей мультсериала. «Масяня» была чисто художественным проектом. Однако такое положение дел смогло продержаться недолго, потому что «Масяню» захлестнула волна массового нарушения авторского права. Выпускалось множество продуктов с символикой Масяни без какого-либо разрешения со стороны автора и правообладателя.
Начиная с 2004 года политика в отношении мультсериала была изменена, и начали появляться первые рекламные и заказные коммерческие мульты. Сначала это были рекламные ролики для компании «ZyXEL», которых в общей сложности было выпущено более 40 штук. Затем появились ролики для «Гринпис», «Pepsi», строительной фирмы «Элита», фармацевтической компании «Замбон» и других фирм. Параллельно стали выпускаться сувениры с символикой «Масяни», печатная продукция, куклы и DVD диски. В то же время скрытая реклама в сериале не используется, и рекламные мультфильмы в него не попадают.